# Erik Eurén
Erik Eurén (i riksdagen kallad Eurén i Edebo), född 27 september 1859 i Edebo socken, Stockholms län, död 23 februari 1942 i Edebo, var en svensk lantbrukare och riksdagspolitiker.
Eurén var ledamot av riksdagens andra kammare 1914-1917 för Stockholms läns norra valkrets och 1929-1932 för Stockholms läns valkrets. I riksdagen skrev han tre egna motioner om föreskrifterna för vin- och ölförsäljning, om användande av tjänstefrimärken i kommunalärenden och om rätt för sjömän att utöva politisk rösträtt utan att personligen inställa sig.